# Vabres-l'Abbaye

Vabres-l'Abbaye este o comună în departamentul Aveyron din sudul Franței. În 1 ianuarie 2022 avea o populație de 1.209 de locuitori.